# ティー・ロウ・プライス
ティー. ロウ・プライス・グループ（T. Rowe Price Group, Inc. ）はアメリカの公営グローバル投資運用会社で、個人、機関投資家、金融仲介業者向けにファンド、サブアドバイザリーサービス、セパレートアカウント運用、リタイヤメントプランとサービスを提供している。
2020年現在、運用資産は1兆6,000億ドル超、年間収益は62億ドルで、フォーチュン誌の米国大企業ランキング500の447位にランクされている。メリーランド州ボルチモアのイースト・プラット・ストリート100番地に本社を置き、ボルチモアに5,000人の従業員を擁するほか、16の海外拠点で47カ国の顧客にサービスを提供している。
同社は1937年にトーマス・ロウ・プライス・ジュニアによって設立され、彼は成長株投資の哲学を発展させたことで知られている。2019年現在、同社はパッシブ投資の主要な取り組みに対して戦略的に決定した後、アクティブ運用に注力している。
世界トップクラスの資産運用会社として常にランクインしているティー.ロウ・プライスは、ペンション＆インベストメンツ誌の「マネーマネジメント業界で最も働きやすい会社」に選ばれ、2020年にはフォーチュン誌の「最も賞賛される企業」の1社に選ばれた。

## 経営哲学
トーマス・ロウ・プライス・ジュニアは、1920年代にボルチモア地域の証券会社で入門レベルのリサーチャー兼アカウント・マネージャーとして金融の世界に入ったが、当時の営業志向の会社の運営モデルを嫌っていた。1937年にT.ロウ・プライス＆アソシエイツを設立したとき、彼の会社は、販売高ではなく運用資産に基づいて手数料を徴収すること、受託者として顧客の口座を厳格に管理すること、バリュー株ではなくグロース株に投資すること、という3つの主要な点で、標準から逸脱した。その後、彼は「成長投資の父」として知られるようになり、フォーブス誌から「ボルチモアの賢人」の異名をとった。

## 歴史

### 1937年–1986年
1937年、トーマス・ロウ・プライス・ジュニアはボルチモアにT.ロウ・プライス＆アソシエイツを設立した。当初はライト・ストリート10番地に本社を置き、レッグ・メイソンの前身であるマックビン・レッグ・アンド・カンパニーをプライスとともに退社したアソシエイトを中心に、少人数で運営していた。当初は、ボルティモア地域の家族向けの資産管理と個人投資口座に焦点を当てた非常に小規模な会社であったが、1940年代末に足場を固めるまで、大恐慌と第二次世界大戦の間は苦戦を強いられた。1950年になると、顧客数が増えすぎてスタッフが個別に口座を管理できなくなったため、同社は法人化し、初の投資信託「ティー. ロウ・プライス・グロース・ストック・ファンド」を設定した。
ボルチモアと米国東海岸で人気を博したプライスは、顧客、スタッフ、地理的範囲を着実に拡大し続けた。1960年までに、プライスはニュー・ホライズンズ・ファンドと名付けた2つ目のファンドを開設し、成長投資機会、特にゼロックス、IBM、ボーイングなどのテクノロジー企業に焦点を当てた。より広いスペースが必要になったため、1962年に本社をボルチモアのダウンタウン近くにあるルートヴィヒ・ミース・ファン・デル・ローエ設計の新ビル、ワン・チャールズ・センターに移転した。同時にプライスは引退の準備を始め、1963年に社長を辞任し、責任の一部を委譲し、持ち株を売却したにもかかわらず、プライスは数年間、会社で積極的な活動を続け、1970年代を支配するであろうと予測した急速なインフレへの対応として、1969年にニュー・エラ・ファンドの開設を促した。プライスが完全に引退した1971年、ティー・ロウ・プライスは債券部門を開設し、業務の近代化と多様化に着手した。
1970年代から1980年代初頭にかけて、ティー・ロウ・プライスは現在の100イースト・プラット・ストリートに移転し、初の海外オフィスを開設するなど、以前にも増して積極的な成長を開始した。1979年、英国の資産運用会社ロバート・フレミングとのジョイント・ベンチャー、ティー・ロウ・プライス・フレミング・インターナショナルを立ち上げた。2000年の最盛期には390億ドルを運用したこのベンチャーにより、より幅広いサービスと専門知識を国際的に提供できるようになった。

### 1986年–2010年
ティー. ロウ・プライスは1986年に約2億ドルの新規株式公開を果たした。その後まもなく、同社は米国内に大規模なオフィス・コンプレックスを設立し、1987年の香港オフィスを皮切りに、世界中にリサーチ・オフィスを設置し始めた。1990年代にはリタイヤメント・プラン・サービスが開始され、USF&Gなど他社から買収したミューチュアル・ファンドなど、新たなサービスやファンドが追加された。この勢いと運用資産1,000億ドル達成により、1999年、東京で住友銀行と大和証券と資産運用パートナーシップを結び、ロンドンを拠点とするロウ・プライス・フレミング・インターナショナルの株式を100%取得し、T.ロウ・プライス・インターナショナルと改称した。また1999年、T.ロウ・プライスはS&P500指数に加えられた。
2000年のドットコム・バブルをほとんど回避し、ウォール・ストリート・ジャーナル紙は、2000年3月に市場が暴落を始めるわずか1週間前に、当時利益を上げていたテクノロジー株を控えめに運用したことに驚きを示した。2001年、ティー.ロウ・プライス・ファンドSICAVをルクセンブルグに設立し、米国外の機関投資家や金融仲介業者向けに運用を開始した。その2年後には、ターゲット・デート型リタイヤメント・ファンドを創設した。2010年にはインド最古の投資信託会社であり、インドで5本の指に入る規模を誇るユニット・トラスト・オブ・インディアの株式の大部分を取得した。2000年以降、はマドリード、ドバイ、ストックホルム、シドニーにグローバル・オフィスを開設した。

### 2010年ｰ
2019年、ティー.ロウ・プライスはパッシブ運用よりもアクティブ運用に力を入れ続けている。2010年から2020年までの10年間で、の運用資産は4,000億ドルから1兆6,000億ドルに増加し、年間収益は2019年比で10.2％増の62億ドルとなり、米国の大企業ランキング「フォーチュン500」の447位にランクインした。

## 賞歴
- 2017年 フォーチュン誌による「世界で最も賞賛される企業」にランクイン[28][29]
- 2016年 アニタ・ボルグ・インスティテュート・リーダーシップ・インデックスによる「女性技術者のためのトップ企業」に選出[30]
- 2015年 ペンション＆インベストメンツによる「マネー・マネジメント分野で最も働きがいのある会社」（P&Iベスト・プレイス・トゥ・ワーク・イン・マネー・マネジメント）[31]
- 2015 ナショナル・ビジネス・グループ・オン・ヘルスによる「ベスト・エンプロイヤー・フォー・ヘルシー・ライフスタイル」[28][29]

## ゆかりの著名人

### 取締役会
- マーク・S・バートレット、アーンスト・アンド・ヤング元マネージング・パートナー
- メアリー・K・ブッシュ、ブッシュ・インターナショナルLLC創設者兼社長
- ディナ・ダブロン JPモルガン・チェース元副社長兼最高財務責任者
- フリーマン・フラボウスキーIII世、メリーランド大学ボルチモア校元学長
- ロバート・F・マクレラン、ノースリーフ・キャピタル・パートナーズ会長
- ロブ・シャープス、T.ロウ・プライス社長兼CEO
- オリンピア・スノー、元上院議員、オリンピア・スノーLLC創設者
- ロバート・J・スティーブンス、ロッキード・マーチン元会長兼CEO
- ウィリアム・ストロンバーグ、非常勤会長
- リチャード・ヴァーマ、元駐インド米国大使、アジア・グループ副会長兼パートナー
- サンドラ・S・ワインバーグ、アキライン・キャピタル・パートナーズLLCエグゼクティブ・アドバイザー
- アラン・D・ウィルソン、マコーミック・アンド・カンパニー元社長[32]

### その他
- エディ・C・ブラウン、T.ロウ・プライスの元ポートフォリオ・マネージャー、ブラウン・キャピタル・マネジメントの創設者兼社長、著名な慈善家[33]
- アビー・ジョセフ・コーエン、T.ロウ・プライスの元リサーチ・ディレクター、1990年代後半にインスティテューショナル・インベスターのトップ・ストラテジストに選出[34]
- ロジャー・マクナミー、T.ロウ・プライス・サイエンス＆テクノロジー・ファンドの元マネージャー[35][36]
- メアリー・J・ミラー、当社の債券部門の元ディレクターで、米国財務省に就職し、金融市場担当財務次官補、国内金融担当財務次官補を経て、最終的に財務次官補となった[37]
- アルフレッド・ソマー（T.ロウ・プライス元取締役、ジョンズ・ホプキンス大学ブルームバーグ公衆衛生大学院の著名な疫学者[38]